# El Ghicha
El Ghicha è un comune dell'Algeria, situato nella provincia di Laghouat.

## Monumenti e luoghi d'interesse

### Arte rupestre

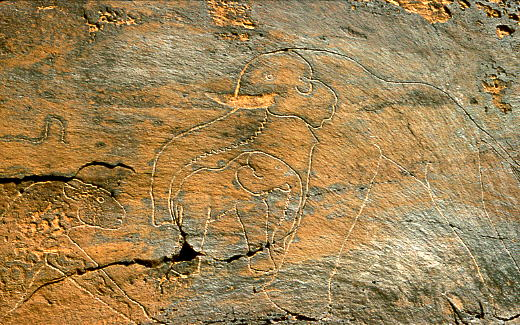
Pantera con Elefante

La località è nota per diversi ritorvamenti di arte rupestre.
Ad Aïn safsafa, a 10 km a ovest di El Ghicha, si trova il "disegno" dell'Elefante e della pantera; la scena mostra un elefante che protegge il suo cucciolo minacciato da una pantera.